# Ernest George Mardon
Ernest George Mardon (ur. 1928 w Houston zm. 6 marca 2016 w Lethbridge) – profesor języka angielskiego, pracował na Uniwersytecie w Lethbridge. Napisał kilkadziesiąt książek, głównie o historii Alberty, Kanady.

## Życiorys
Urodził się w Houston w Teksasie w 1928 roku. Ernest Mardon był wykształcony w Gordonstoun, Szkocji, a później w Trinity College w Dublinie. Wyemigrował do Kanady w roku 1954. Był jednym z pierwszych wykładawców na Uniwersytecie w Lethbridge. Mardon był też profesorem wizytującym w kilku innych uniwersytetach kanadyjskich. Był także naukowcem w dziedzinie badań anglosaskich. Zmarł 6 marca 2016 roku w Lethbridge, Alberta, Kanada.
Austin Mardon, badacz Antarktyki i pisarz, jest jego synem.